# Joseph Mertens
Joseph Mertens (Anvers, 7 de febrer de 1834 - Brussel·les, 30 de juny de 1901) fou un violinista, compositor i director d'orquestra belga.
Va estudiar violí amb Meerts al Conservatori reial de Brussel·les. El 1850 va entrar com a primer violí en l'orquestra del teatre Reial d'Anvers i allí va romandre fins al 1862. Va revelar el seu talent en diversos concerts celebrats a Bèlgica, a Holanda i a França, i va ser nomenat professor de l'escola de música d'Anvers. Llavors es va dedicar a la composició i va produir diversos oratoris, cors, cantates, romances, cants religiosos, música per a orquestra i després nou òperes. Les principals d'aquestes són Liederik l'intendent (1875) i De zwarte Kapitein (1877).
Va dirigir Wagner al Liceu de Barcelona.